# 敬元乡
敬元乡，是中华人民共和国四川省绵阳市江油市曾经下辖的一个乡。2019年12月，撤销敬元乡，将其所属行政区域划归雁门镇管辖。

## 行政区划
敬元乡撤销前下辖以下地区：
新房村、大池村、敬元村、沐水村、松潘村、小石村和潮阳村。